# Volodímir Vakulenko
Volodymyr Vakulenko (en ucraniano: Володимир Володимирович Вакуленко; 1 de julio de 1972-2022) fue un poeta, escritor infantil y wikipedista ucraniano, que también participó en el trabajo voluntario y el activismo. Fue asesinado durante la ocupación rusa del área de Járkov en Ucrania en 2022. Recibió el Premio Literario Internacional Oles Ulianenko y fue ganador del concurso Les Martovych.
Vakulenko fue secuestrado por invasores rusos cerca de Izium antes de morir durante la ocupación temporal del óblast de Járkov. La exesposa de Vakulenko, Iryna Novytska, escribió según declaraciones recogidas por PEN Ucrania que "se informó a los padres de Vakulenko que, luego de los resultados de la pericia de ADN, era el cuerpo de su hijo en la tumba №319" .
A Vakulenko le sobreviven su hijo Vitalii de 14 años y sus padres.